# Бромид кобальта(II)
Бромид кобальта(II) — неорганическое соединение, соль металла кобальта и бромистоводородной кислоты с формулой CoBr2,
зелёные кристаллы,
растворяется в воде,
образует кристаллогидраты.

## Получение
- Действие брома на нагретый кобальт:

{\displaystyle {\mathsf {Co+Br_{2}\ {\xrightarrow {T}}\ CoBr_{2}}}}
- Действие бромистого водорода на нагретый оксид кобальта(II):

{\displaystyle {\mathsf {CoO+2HBr\ {\xrightarrow {500^{o}C}}\ CoBr_{2}+H_{2}O}}}

## Физические свойства
Бромид кобальта(II) образует зелёные кристаллы
тригональной сингонии,
пространственная группа P 3m1,
параметры ячейки a = 0,3685 нм, c = 0,6120 нм, Z = 1.
При 375°С происходит фазовый переход.
Образует кристаллогидраты состава CoBr2•n H2O, где n = 1, 2, 4 и 6.
Хорошо растворяется в воде, этаноле, эфире, ацетоне, ацетальдегиде.
Плохо растворим в хлороформе, уксусном ангидриде.
Разбавленные водные растворы имеют красный цвет, концентрированные — синий.

## Химические свойства
- Восстанавливается водородом:

{\displaystyle {\mathsf {CoBr_{2}+H_{2}\ {\xrightarrow {575^{o}C}}\ Co+2HBr}}}

## Применение
- Изготовление катализаторов.
- Индикаторы влажности.